# Terrorbombning

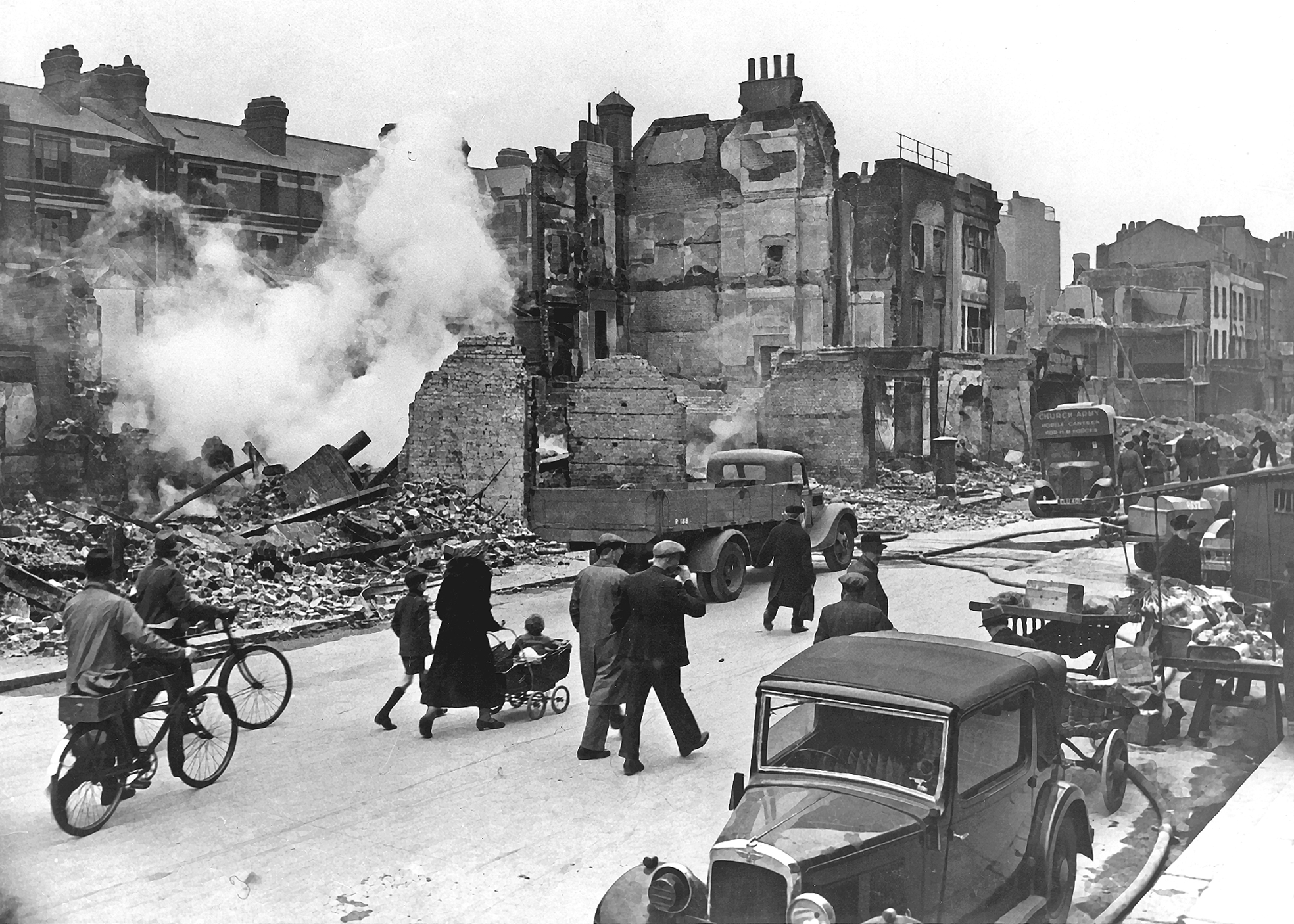
London efter luftangrepp under andra världskriget, se "blitzen".

Terrorbombning innebär att civila mål i städer terroriseras av bombningar för att sänka moralen och för att orsaka panik. Terrorbombningar har utförts med kanoner, raketer, fartygsartilleri och bombning från flygplan. Ojämförligt störst förödelse har orsakats av flygbombningarna under andra världskriget.[källa behövs]

## Lagar
Första gången ett formellt avtal om krigets lagar skrevs under var i Sankt Petersburgdeklarationen 1868. Deklarationen kom till efter att en ny typ av kulor, som exploderade då de träffade, hade uppfunnits. Ryssarna ville varken använda kulan själva[källa behövs] eller att någon annan skulle använda den och tog därför initiativet till en deklaration. Bland annat säger S:t Petersburgdeklarationen: "En krigförande stats enda legitima mål är att försvaga fiendens militära styrkor."
Haagkonventionerna från 1899 och 1907 handlar om hur krig startas och sköts och vad som är att betrakta som en soldat. Fjärde Haagkonventionen 1907 förbjuder "alla former av bombardemang av städer, byar, bostäder och byggnader som inte försvaras". Ett utkast till ett tillägg gjordes 1923 och den slutliga lydelse var en kompromiss: "När ett militärt mål är så beläget att det inte kan bombas utan att även den civila befolkningen oavsiktligt blir bombad, får det inte bombas alls." Detta tillägg trädde aldrig i kraft eftersom det inte godkändes av Storbritannien och Frankrike.
Efter andra världskriget kom den fjärde Genèvekonventionen 1949 som handlar om civilbefolkningen. Men inte förrän 1977, efter Korea- och Vietnamkriget kom ett tillägg till 1949 års Genèvekonventionen som säger: "För att säkra skyddet för civilbefolkningen måste krigförande parter alltid skilja mellan civila och stridande, liksom mellan civila och militära mål och rikta stridshandlingar enbart mot de militära målen."

## Historia

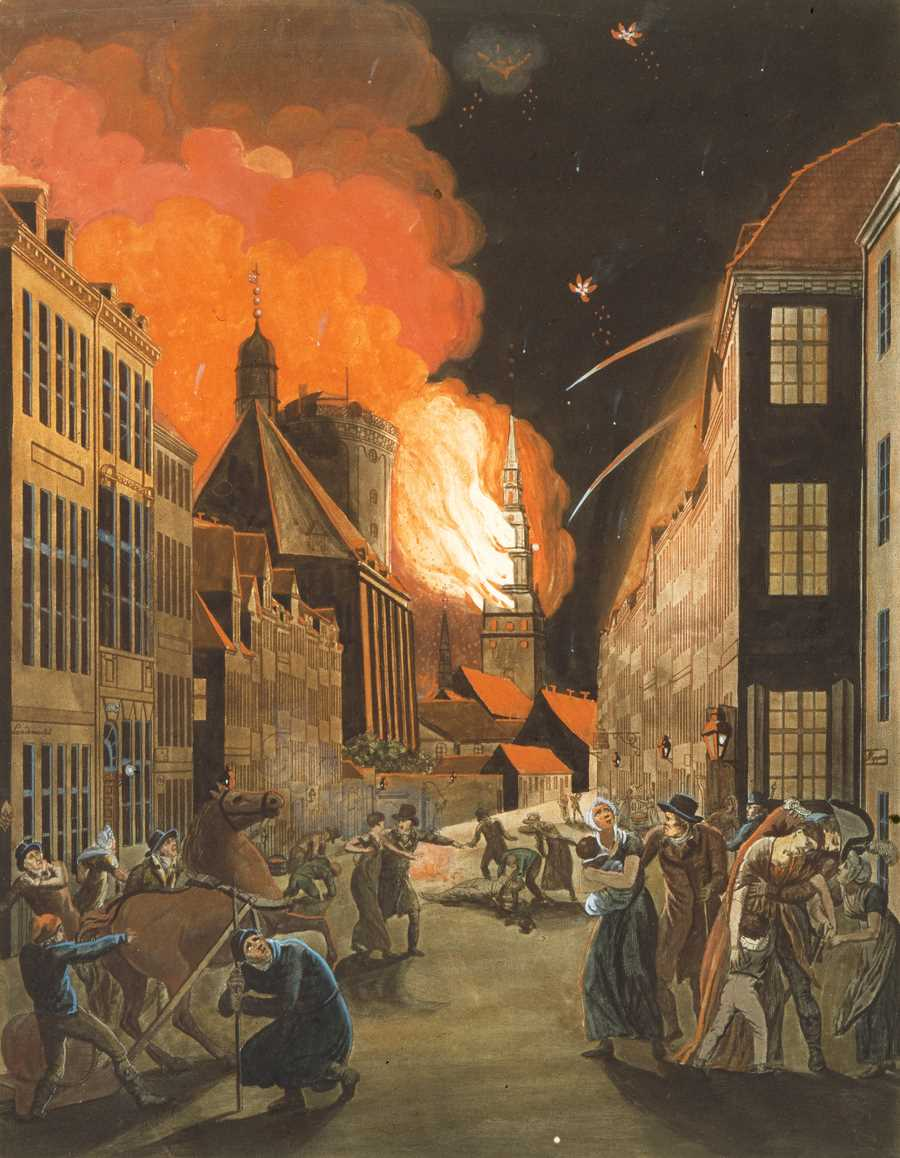
Köpenhamn brinner, målning från 1807 av CW Eckersberg.

1807 använde britterna raketer för att terrorisera Köpenhamn ("Köpenhamns bombardemang") för att bemäktiga sig det neutrala Danmarks flotta så att den inte skulle falla i Napoleon I:s händer. Senare under 1800-talet använde de också raketer mot städer i Afrika och Asien för att kunna utöka sitt imperium[källa behövs]. 
Bomber från flygplan släpptes för första gången den 1 november 1911 av en italiensk pilot över Taigura i Libyen under inledningen av det Italiensk-turkiska kriget. Det från Italiens sida framprovocerade kriget som syftade till att erövra Libyen från det vacklande osmanska riket gav önskat utfall vid freden i Ouchy i oktober 1912, varvid Turkiet gav upp de libyska provinserna till Italien. Freden följdes av upprepade uppror mot det nya italienska styret, något som Italien besvarade med flygbombningar inte bara mot upprorsstyrkor utan även mot civila mål i upprorsområden. Systematiskt bombade man boskapshjordar och herdar med giftgas för att svälta ut upprorsstyrkorna. Förts 1931 lyckades man kväsa det sista upproret i Libyen. Den 17 december 1913 angrep spanska flygplan byn Ben Carich i spanska Marocko genom att fälla fyra bomber[källa behövs]. 

### Första världskriget
Den första luftbombningen under första världskriget ägde rum den 19 januari 1915 då två tyska zeppelinare släppte tjugofyra 50-kilos sprängbomber och ineffektiva 3-kilos brandbomber mot de engelska städerna Great Yarmouth, Sheringham, King's Lynn och omgivande byar[källa behövs]. Totalt dödades fyra personer och sexton skadades och kostnaden för skadorna beräknades uppgå till £7 740, men allmänhetens och mediernas reaktioner var oproportionerligt stora jämfört med skadorna[källa behövs].
Ytterligare 19 bombräder genomfördes 1915 där 37 ton bomber fälldes som dödade 181 människor och skadade 455. Räderna fortsatte 1916. London bombades i maj och i juli tillät kejsaren direktattacker mot stadskärnor[källa behövs]. 1916 genomfördes 23 anfall med luftskepp där 125 ton bomber fälldes som dödade 293 människor och skadade 691.
Gradvis blev det brittiska luftförsvaret bättre; 1917 och 1918 genomfördes bara elva zeppelinarattacker mot England. Den sista attacken ägde rum den 5 augusti 1918, vilken resulterade i kommendören för den tyska luftskeppsavdelningen Peter Strassers död.
Totalt under kriget hade 51 anfall genomförts, där totalt 5 806 ton bomber hade fällts och 557 personer hade dödats och 1 358 hade skadats. Attackerna med luftskepp kompletterades med Gothaer-bombplan, vilken var det första icke-luftskepp som användes för strategisk bombning. Det har hävdats att attackerna var mycket mer effektiva än bara de direkta skador de orsakade. De störde krigsproduktionen och britterna avdelade 12 skvadroner och 10 000 man till luftförsvar. Beräkningarna på hur många döda de nya tunga bombplanen skulle orsaka hade stor effekt på brittiska myndigheter och allmänhet och var en av de bidragande orsakerna till britternas eftergiftspolitik på 1930-talet.

### Mellankrigstiden
Flera länder, bland annat Storbritannien, Frankrike och Spanien använder luftbombning som en del av sin kolonialpolitik[källa behövs]. Den 29 juni 1924 angrips Tétouan med 20 spanska flygplan som fällde 500 bomber över civila. 1925 anföll amerikanska flygare på uppdrag av Spanien och Frankrike Xauen i Marocko[källa behövs]; London Times skrev att "ett antal fullständigt försvarslösa kvinnor och barn massakrerades och många andra lemlästades eller förlorade synen".
- Japan luftbombar kinesiska städer under andra sino-japanska kriget.
- Italien använder luftbombning under sin invasion av Etiopien.

### Spanska inbördeskriget
Under det spanska inbördeskriget använde nationalisterna under Francisco Franco flitigt luftbombning av civila mål[källa behövs]. Nazityskland gav flygplan till Franco för att stödja störtandet av den spanska republikanska regeringen. Det första stora exemplet på detta kom i november 1936 då tyska och spanska bombade det republikanska fästet Madrid mellan 19 och 23 november. Bombardemanget fortsatte under belägringen av Madrid. Barcelona och Valencia anfölls också på detta sätt. Den 26 april 1937 bombade det tyska Luftwaffe den baskiska staden Guernica vilket blev den mest uppmärksammade attacken under kriget. Detta dåd orsakade protester runt om i världen och var ämnet för Picassos berömda målning Guernica. Men med andra världskrigets mått mätt var antalet dödsoffer ändå ganska ringa (uppskattningarna varierar mellan 200 och 300 dödsoffer).

### Andra världskriget

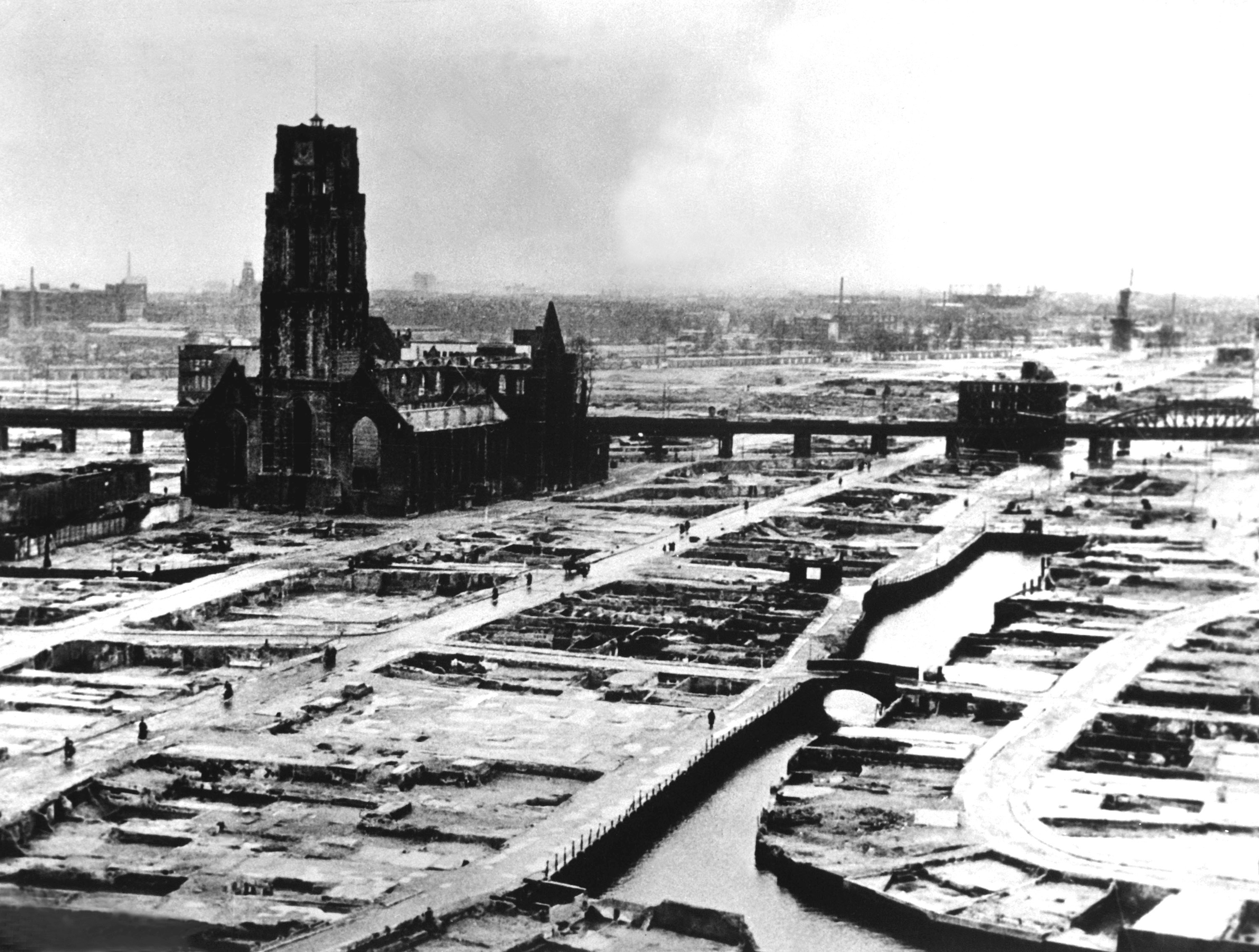
Rotterdam efter Tysklands bombning i maj 1940.

Under invasionen av Polen 1939 bombade Luftwaffe flera polska städer, däribland många utan militär närvaro[källa behövs]. Bland målen fanns Frampol, Wieluń och Warszawa. Under invasionen av Norge 1940 hade tyskarna fått höra att britter hade landstigit vid Namsos. Hitler hade tidigare beslutat att hamnar som hölls av engelsmännen skulle bombas utan hänsyn till civilbefolkningen[källa behövs]. Den 20 april anföll Luftwaffe Namsos och förstörde staden totalt[källa behövs]. Antalet dödsoffer var dock ganska lågt. Senare under invasionen av Benelux och Frankrike bombades den holländska staden Rotterdam den 14 maj och tvingade holländarna att kapitulera.
Mellan september 1940 och maj 1941 utförde Luftwaffe intensiva bombningar av städer i Storbritannien, däribland London och Coventry, i en bombkampanj som i Storbritannien blev känd som "the Blitz". Målet med kampanjen var att tvinga Storbritannien till ett fredsavtal genom att sänka den brittiska moralen via intensiv bombning.
Redan innan Tyskland började bomba Storbritannien hade det brittiska krigskabinettet beslutat (den 11 maj 1940) att bomba städer och bostadsområden i Tyskland. Man bombade Berlin och andra städer. 1942 utfärdades nya direktiv till Royal Air Force efter förslag från professor Frederick Lindemann. Chefen för Bomber Command Arthur "Bomber" Harris var övertygad om att segern i kriget kunde uppnås genom att bomba sönder Tyskland[källa behövs]. Målet var så kallad "moralbombning", att bomba för att minska försvarsviljan hos befolkningen. Efter detta började intensiva bombningar över tättbefolkade stadsområden och arbetarklasskvarter[källa behövs]. Under Operation Millennium den 30 maj 1942, fällde 1046 flygplan över 2000 ton bomber över den medeltida staden Köln och totalförstörde den. 12 000 olika bränder rasade i staden och förstörde 36 fabriker, skadade 270 och gjorde 45 000 människor utan hem och arbete. 384 civila och 85 soldater dödades men tusentals lämnade staden.

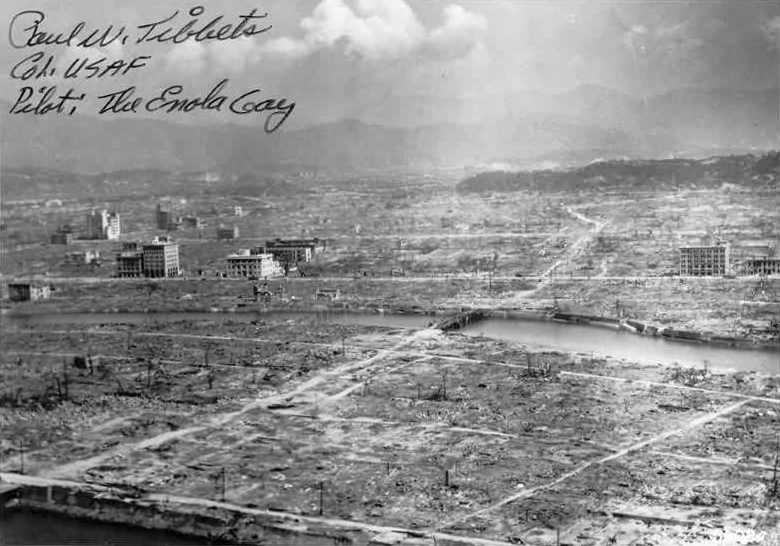
Hiroshima efter USA:s atombomb den 6 augusti 1945.

Två liknande anfall utfördes mot Essen och Bremen men ingen av dessa skakade båda sidor som förstörelsen av Köln hade gjort[källa behövs]. Kombinationen av att använda luftminor och brandbomber orsakade eldstormar i några städer. De mest extrema exemplen på detta orsakades under Operation Gomorrah under attacken på Hamburg (40 000 döda), attacken på Kassel (10 000 döda), attacken på Darmstadt (12 500 döda), attacken på Pforzheim (21 200 döda), attacken på Swinemünde (23 000 döda) och attacken på Dresden (50 000 döda). Amerikanska bombningar i Japan orsakade liknande katastrofer, som attacken på Tokyo (120 000 döda), attacken på Kobe (8 800 döda) och atombomberna över Hiroshima och Nagasaki dödade åtminstone 70 000 i vardera staden. (Samtliga siffror är mycket osäkra.)
Tyskarna försökte under slutet av kriget att neutralisera sin underlägsenhet i luften genom att använda raketer, de så kallade Vergeltungswaffen (Vedergällningsvapen). Dessa tillverkades i två modeller, V-1 och V-2 och de var så snabba att inga motmedel mot dem fanns (förutom att attackera uppskjutningsplatserna)[källa behövs]. Den första V-1-raketen träffade London den 15 juni 1944 och av cirka 2 500 till som dödade cirka 6 000 människor. Senare under kriget träffades städer i Belgien av ungefär lika många raketer. V-2-raketen avfyrades för första gången den 2 september 1944 mot det nyligen befriade Paris. Total avfyrades drygt 3 000 V-2-raketer varav cirka 1700 riktades mot Belgien, 1400 mot England och 76 mot Frankrike. Totalt sett var V-raketerna militärt ineffektiva; de var både dyra och hade dålig träffsäkerhet.

### Efter andra världskriget
Den 8 februari 1958 bombade franskt flyg den tunisiska byn Sakhiet Sidi Youssef under Algeriets frihetskrig. Byn skulle enligt fransmännen ha fungerat som gömställe för den algeriska befrielsefronten, FLN. Attacken resulterade i över 70 döda och 100 skadade. Attacken hade inte godkänts från Paris och ledde till att den franska regeringen under Gaillard föll. 
Under Vietnamkriget utförde USA från 1965 till 1968 en luftbombningskampanj som kallades Operation Rolling Thunder. Kampanjen började med bombning av försörjningslinjer i landsbygdsområden i södra Nordvietnam men spred sig stegvis norrut. Den 29 juni 1966 lyftes restriktionerna mot bombning av huvudstaden Hanoi och landets största hamnstad Haiphong och de bombades av USA:s flygvapen och flotta. - Olof Palmes reaktion på USA:s bombning av Hanoi julen 1972 föranledde en diplomatisk kontrovers mellan USA och Sverige.
Amerikanerna har bombat flera stadsområden under olika militära operationer sedan Vietnamkriget, däribland Tripoli (1986), Belgrad under Kosovokriget 1999 och Bagdad (1999 och 2003).
Under både första (1994–1996) och andra Tjetjenienkriget (1999–) har ryssarna använt sig bombmattor särskilt mot huvudstaden Grozny med många civila döda som resultat[källa behövs].
Under Israels krig mot Libanon 2006 använde Israel multipelbomber mot städer och byar.